# Jean Michaël Durhône
Jean Michaël Durhône, né le 5 juin 1973 à Vacoas-Phœnix, est un prélat mauricien, évêque de Port-Louis depuis 2023.

## Biographie
Jean Michaël Durhône a effectué ses études de philosophie et de théologie au Grand séminaire Saint-Jean à Nantes puis a été ordonné prêtre pour le diocèse de Port-Louis le 7 août 2005. 
Il commence son ministère sacerdotal en étant vicaire à la cathédrale de Port-Louis de 2005 et 2010 ainsi qu'aumônier diocésain de la Jeunesse ouvrière chrétienne. 
Il poursuit ses études à Namur, au Centre international Lumen Vitae, où il obtient une licence de théologie morale, pastorale et catéchèse.
Il est ensuite responsable diocésain de la catéchèse et exerce diverses missions dans des paroisses de son diocèse. En 2019, il devient secrétaire général de la Conférence épiscopale de l'océan Indien et en 2021 responsable diocésain de la pastorale des jeunes.
Le 19 mai 2023, le pape François le nomme évêque de Port-Louis, pour succéder à Maurice Piat.
Le 20 août 2023, Jean Michaël Durhône est ordonné évêque par Maurice Piat, assisté de Tomasz Grysa et Alain Harel, et prend possession du diocèse de Port Louis à Marie Reine de la Paix.